# I’m the Slime
I’m the Slime ist eine 1973 erschienene Single von Frank Zappa und den Mothers of Invention aus dem Album Over-Nite Sensation.
Es existieren verschiedene Liveversionen auf den Alben Zappa in New York und You Can’t Do That on Stage Anymore, Vol. 1. I’m the Slime und dessen B-Seite Montana sind auch auf Zappas posthumer Kompilation Strictly Commercial zu finden. Das Stück wurde in Konzerten von 1973 bis 1977 sowie 1984 gespielt. Auch wurde es im Rahmen des Zappa-Plays-Zappa-Programms von Dweezil Zappa gespielt, wie man auf der DVD sehen kann.
Der Text des Stückes ist politisch und gesellschaftskritisch sowie satirisch.

## Text und Bedeutung
Das Stück besteht aus zwei Teilen; der erste in Form eines „Wer-bin-ich?“-Rätsels:

“I am gross and perverted. I’m obsessed ’n deranged. I have existed for years, but very little has changed. I am the tool of the Government and industry too, for I am destined to rule and regulate you. I may be vile and pernicious, but you can’t look away. I make you think I’m delicious, with the stuff that I say. I am the best you can get. Have you guessed me yet?”

„Ich bin eklig und pervers. Ich bin besessen und gestört. Ich habe seit Jahren existiert, aber nur sehr wenig hat sich verändert. Ich bin das Werkzeug der Regierung und auch der (Werbe-)Industrie, denn ich bin dazu bestimmt, dich zu beherrschen und zu steuern. Ich mag widerwärtig und schädlich sein, aber du kannst nicht wegsehen. Mit dem Zeugs, das ich sage, lasse ich dich glauben, ich sei appetitlich. Ich bin das Beste, das du bekommen kannst. Hast du mich erraten?“

Der zweite Teil behandelt die Übel der im ersten Abschnitt genannten, personifizierten Sache, die verschiedenen Inhalte, die im US-amerikanischen Fernsehen zu sehen sind.

## Titelliste
1. I’m the Slime
2. Montana

Im Album Over-Nite Sensation befand sich das Stück I’m the Slime an zweiter Stelle, die B-Seite Montana an siebter Stelle.